# エール (応援)
エール（yell, イェル）は、応援団や応援する者が応援される者へ発する声のことで、応援手法の一つである。

## 概要
応援一般に用いられる用語であるが、主にスポーツ応援において贔屓のチームや選手に対して送られる応援を指す。
さらに、本来エール送る贔屓チーム・集団・個人の相手（相手チームやライバル）やその相手を応援している組織（例えば相手の応援団）との間で、互いにエールを送りあう儀式的なものをエール交換と呼ぶ。

## エール交換
以下、主に野球競技の応援で行われるエール交換について詳述する。
一般にスポーツは相手よりも多くの得点を奪ったり、相手を倒したりすることを目的とすることから、ファンが相手をたたえることは自然的な行為としてはまれであるが、スポーツマンシップにより自チーム及びその選手と同じだけの健闘を祈り、また、健闘を称えるために試合前後に応援団により行われるのがエール交換である。
大学野球や社会人野球では、一般に試合前の応援団の行動は次のように行われる。
1. 応援団挨拶
2. 校歌（応援歌、社歌）斉唱
3. 自チームへのエール
4. 相手チームへのエール（先攻チームが後攻チームに対して行い、続いて後攻チームが先攻チームに対して行うのが一般的だが、リーグ等によっては、一塁（三塁）側が先に行うことが暗黙の了解とされている場合がある）

また、試合後の応援団の行動は次のように行われる。
1. 校歌（応援歌、社歌）斉唱
2. 自チームへのエール
3. 相手チームへのエール（この場合、勝者から敗者への応援が最初に行われ、次に敗者から勝者への応援が行われる）

一般にエールは「フレー、フレー、○○」の繰り返しで行われる。社会人野球では一般に「○○」の部分は相手社名が入るが、都市対抗野球及びその予選は都市名が入る。
高校野球では前述の形式で行うのは東京六大学系列校など一部の学校に限られており、多くの学校は試合前ではなく1回の攻撃時に校歌斉唱及びエール交換を行う。ただし近年では正規の応援団を持つ学校が減少し、控えの野球部員などが応援を仕切るケースが増えたこともあり、地域や学校によってエール交換のスタイルは多様化している。甲子園の初戦で校歌が流される2回攻撃時、あるいは5回終了時のグラウンド整備の間に行ったり、エール交換自体を全く行わない学校もある。エールの順番に関しても相手チーム→自チームの順で行う学校も存在する。
試合後エール交換を行う場合も敗者の校歌は斉唱されないことが多く、甲子園大会では応援団の入れ替えが優先されるため、試合後のエール交換は原則として行われない。

## 「フレー」の起源・由来
明治38年春に早稲田大学野球部が日本人としては初の海外遠征を敢行した際に、現地のアメリカ人が行っていたものを取り入れたことに由来する。帰国後に選手らを引率した安部磯雄が大学の寄宿舎生らに紹介し、その年の秋の早慶戦第三回戦で早稲田大学によってはじめて行われた。これを翌明治39年に慶應義塾が模倣し、以降、当時の早大応援隊長・吉岡信敬によって各地の学校へ伝えられ、次第に広まっていった。
当初取り入れられたアメリカ式の応援法は、単に全員でエールを唱えるものではなく、応援学生らがリーダーの指揮に従ってお揃いのカレッジフラッグを手に、声を合わせてエールを高唱する、というものである。この手法は当時、「団体組織の応援」「団体的応援」など、後年には「科学的応援」「合唱的応援」「科学的団体応援」などと表現され、日本における応援文化の礎となった。
明治38年秋の早慶戦で初めて行われたカレッジエールは「フレーフレー早稲田」だけではなく、「フレーフレーフレー早稲田」、「チェヤース、ラ、ラ、ラ、早稲田」などのエールも行われていた。突如行われたこれらの応援は新聞や雑誌などに次のように報じられた。
『試合前、早軍は先に渡米してスタンフォード大学と試合の折、彼の地にて応援者の用ひたるＷ・Ｕの二字を現はせる海老茶色の三角形の小旗持ちたる数十人の応援者、坂の途中に陣して盛んに声援しつつ味方を励まし居たりき。』
『応援の声囂々として暫くは鳴りも止まず、フレー早稲田のチェヤースララ早稲田のカレーヂエールは天彪の一時に咆ゆるが如く早軍悠々として陣をとる（中略）第三回には思ひも掛けぬ応援旗を作り荘厳なるカレーヂエールを呼号し慶軍の彌治為めに顔色を失ひたるは、近頃快心とする応援振りなりし。』
『第一戦。早軍は勇壮なる、カレーヂ、エールと共に先づ攻勢を取る。（中略）雷の如き歓呼の叫びと、勇壮なる早稲田のカレーヂ、エールとは、天も裂けよと許りに呼號せられ、数千の彌治は、悉く選手を胴上げして、此快絶壮絶の勝利を祝し合へり。』

## 「フレー」の意味
諸説あり確定してはいない。以下に諸説各論を紹介。
- 「万歳」を意味する 英語: hurrah （フラー、フロー）の別綴りである hurrayまたはhooray（フレイ）に由来。これは オランダ語: hoera （フラ、ウラ）、ゲルマン語 hurra/hurre （フラ、フレ）、フランス語: allez （アレ）などに源流の痕跡が見られる。
- 旗を振れのふれという説。
- 明治時代、一高の運動部の試合について応援団が「奮え、奮え」と声をかけたのが始まり。

## 特殊な形態
- 一般的には「フレー」を用いる形態であるが、「フレー」を一切使わないエールを用いている応援団組織もある。
  - 九州共立大学の学生応援組織の場合
「共立、共立、共立、押忍（おす）！」という風にチーム名だけを連呼する形態。相手チームへのエールでは自校名（共立）の部分が、相手チーム名または相手チームの略称に変わる。
- 通常は「フレー、フレー、○○」（○○の部分はエールを送る対象名）をゆっくり長く叫ぶ例が圧倒的に多いが、ごく一部にはそれに反するかのように、通常パターンでの「フレー」1-2回を言う間に「フレフレ○○、フレフレ○○ー」（最後尾のみ伸ばす）を言い切ってしまう早いパターンもある。
  - 岩手県の高等学校の一部（岩手県立盛岡第一高等学校など）にみられる
- 応援団の存在しない宮城県の高等学校の一部（東北高等学校など）ではエール交換を行わず、相手が試合中にエールを送ってきた場合、直後に「○○、○○、○○ー」と相手校名を連呼することでエールに代えているケースも見られる。